# El Carmen (Argentine)
Pour les articles homonymes, voir El Carmen.
El Carmen est une ville de la province de Jujuy et le chef-lieu du département d'El Carmen en Argentine.
Elle se trouve à 45 km de San Salvador de Jujuy, dans une région d'élevage, de culture de tabac et de viticulture.